# Frank McKinney

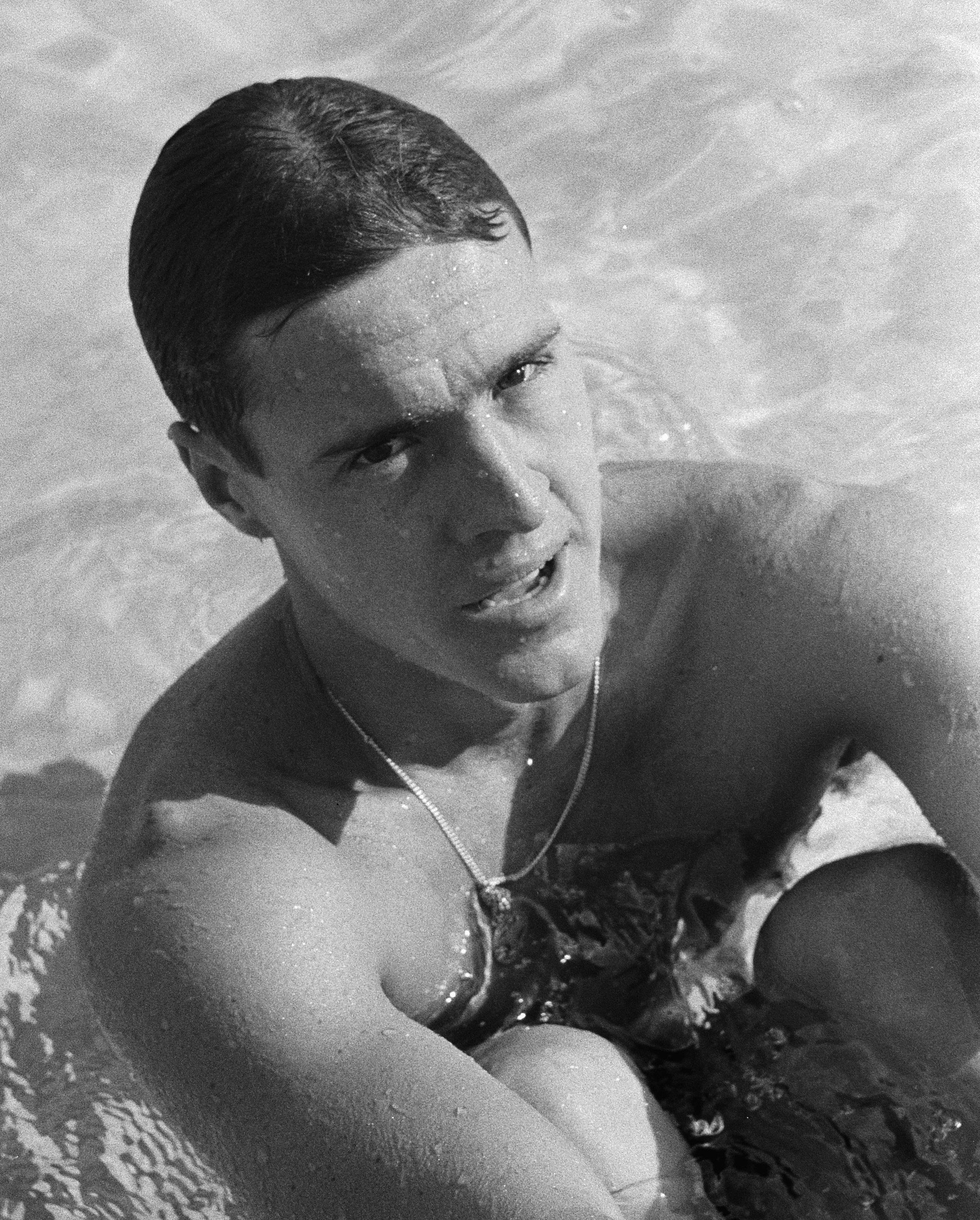
Frank McKinney bei den Olympischen Spielen 1960

Frank Edward McKinney junior (* 3. November 1938 in Indianapolis; † 11. September 1992 bei Indianapolis) war ein Schwimmer aus den Vereinigten Staaten. Er gewann bei Olympischen Spielen je eine Gold-, Silber- und Bronzemedaille. Hinzu kamen vier Goldmedaillen bei Panamerikanischen Spielen.

## Karriere
Frank McKinney schwamm für den Indianapolis Athletic Club und später für die Indiana Hoosiers, das Sportteam der Indiana University Bloomington. Er gewann 14 Meistertitel der Amateur Athletic Union und zwei Meistertitel der National Collegiate Athletic Association. Seine Trainer waren Jim Clark und James Counsilman.
Bei den Panamerikanischen Spielen 1955 in Mexiko-Stadt siegte er im 100-Meter-Rückenschwimmen vor dem Argentinier Pedro Galvao. McKinney war auch Startschwimmer der siegreichen 4-mal-100-Meter-Lagenstaffel. Bei den Olympischen Spielen 1956 in Melbourne wurde noch kein Wettbewerb in der Lagenstaffel ausgetragen. McKinney trat nur im 100-Meter-Rückenschwimmen an und gewann die Bronzemedaille hinter den beiden Australiern David Theile und John Monckton.
Auch bei den Panamerikanischen Spielen 1959 in Chicago siegte McKinney über 100 Meter Rücken und mit der Lagenstaffel. Im Jahr darauf bei den Olympischen Spielen 1960 in Rom stand erstmals die 4-mal-100-Meter-Lagenstaffel auf dem olympischen Programm. Im Vorlauf schwammen Robert Earl Bennett, Paul Hait, Dave Gillanders und Stephen Clark sechs Sekunden schneller als die zweitschnellste Staffel aus Australien. Das Finale wurde erst fünf Tage später ausgetragen. Frank McKinney, Paul Hait, Lance Larson und Jeff Farrell schwammen in 4:05,4 Minuten einen neuen Weltrekord und hatten im Ziel erneut sechs Sekunden Vorsprung vor der australischen Staffel. Entsprechend den damals gültigen Regeln erhielten nur die Staffelmitglieder eine Medaille, die im Finale mitgeschwommen waren. Zwischen Vorlauf und Finale der Lagenstaffel wurde der Wettbewerb im 100-Meter-Rückenschwimmen ausgetragen. Im Vorlauf schwamm Robert Earl Bennett die schnellste Zeit, im Halbfinale und im Finale war Titelverteidiger David Theile der Schnellste. Hinter Theile gewann McKinney die Silbermedaille und Bennett Bronze.
Nach Beendigung seiner Laufbahn als Leistungssportler wurde McKinney Banker und stieg zum Vorstandsvorsitzenden der American Fletcher National Bank in Indianapolis auf. Im Alter von 53 Jahren starb McKinney bei einem Flugzeugunglück.
Frank McKinney wurde 1975 in die International Swimming Hall of Fame (ISHOF) aufgenommen.